# Mayerlis Angarita
Mayerlis Angarita Robles est une militante colombienne des droits de l'homme. 

## Biographie
Après la disparition de sa mère, pendant le conflit armé colombien, son père s'est exilé. Angarita a travaillé pour les femmes victimes du conflit et a fondé une organisation appelée Narrate to Live (en français : Raconter pour vivre). Elle travaille en étroite collaboration avec ONU Femmes.
En 2018, elle reçoit le prix Anne Klein pour les femmes (en). Elle remporte le prix conjointement avec Jineth Bedoya Lima qui est également colombienne. Elles ne travaillent pas ensemble mais elles se préoccupent toutes deux du sort des femmes et des filles pendant les conflits.
Le 8 mars 2021, elle reçoit, du département d'État des États-Unis, le Prix international de la femme de courage.